# حزب کمونیست عربستان سعودی
حزب کمونیست عربستان سعودی (به عربی: الحزب الشیوعی فی السعودیة)، یک حزب سیاسی کمونیست در کشور عربستان سعودی بود.

## تاریخچه
حزب کمونیست عربستان سعودی در ۳۱ اوت ۱۹۷۵ تشکیل شد. این حزب در جبههٔ نوسازی ملی ریشه داشت که در ۲۳ سپتامبر ۱۹۵۴ تشکیل شد و در ۱۷ اکتبر ۱۹۵۸ به جبههٔ آزادیبخش ملی تغییر پیدا کرد. جبههٔ آزادیبخش ملی از سال ۱۹۶۳ بخشی از جبههٔ آزادیبخش ملی عرب شد. کمونیست‌های عضو جبههٔ آزادیبخش ملی، سازمانی جداگانه داشتند که سازمان کمونیست‌های سعودی نامیده می‌شد. این گروه در فاصلهٔ سال‌های ۱۹۶۸ تا ۱۹۶۹ آماج موجی از بازداشت‌ها قرار گرفت. بقایای جبههٔ آزادیبخش ملی در سال ۱۹۷۵ حزب کمونیست عربستان سعودی را تأسیس کردند. تعداد اعضای حزب در سال ۱۹۷۵ بسیار کم بود و گفته می‌شد که حزب تنها ۳۰ نفر عضو دارد.
با سقوط اتحاد جماهیر شوروی و افزایش فعالیت‌های اسلام‌گرایی سیاسی، از محبوبیت حزب کاسته شد و سبب شد تا حزب نام خود را به «انجمن دموکراتیک عربستان سعودی» (به عربی: التجمع الدیموقراطی فی السعودیة) تغییر دهد و در دههٔ ۱۹۹۰ هدف اصلاحات دموکراتیک را بپذیرد. کمی پس از آن، رژیم در ازای انحلال حزب، زندانیان سیاسی حزب را آزاد کرد.

## ساختار

نشان «اتحاد دموکراتیک جوانان-عربستان سعودی»

حزب کمونیست عربستان سعودی دارای یک سازمان جوانان بود که «اتحاد دموکراتیک جوانان-عربستان سعودی» (به عربی: Ittihad ash-Shabab ad-Dimuqrati fi al-Sa'udiyah) نام داشت و در دمشق پایتخت سوریه دارای دفتر بود. سایر سازمان‌های مرتبط با حزب کمونیست عربستان سعودی عبارت بودند از: فدراسیون کارگران عربستان سعودی، اتحادیهٔ ملی دانشجویان عربستان سعودی، اتحادیهٔ دموکراتیک زنان عربستان سعودی.
روزنامهٔ رسمی حزب، راه رنجبران (به عربی: Tariq al-Qadyhin) نام داشت. حزب کمونیست عربستان سعودی همیشه غیرقانونی و از سوی رژیم تحت آزار و اذیت بود.
شیعه‌ها که از تبعیض مذهبی‌ای که از سوی حکومت عربستان به آن‌ها روا داشته می‌شد خشمگین بودند، به سمت گروه‌های اپوزیسیون سعودی و از آن‌جمله حزب کمونیست گرایش داشتند. در نتیجه اکثریت اعضای حزب کمونیست از جامعهٔ شیعه‌های عربستان سعودی بودند.

## ایدئولوژی
ادبیات حزب کمونیست عربستان سعودی مملو از انتقاد نسبت به اقتصاد عربستان سعودی، تبعیض علیه زنان، و نیز سیاست خارجی غرب‌گرایانهٔ خاندان حاکم سعودی بود. حزب کمونیست همچنین سعودی‌ها را که خاندان حاکم کشور بودند به عنوان خاندانی فاسد مورد نقد قرار می‌داد.
حزب کمونیست عربستان سعودی همچنین با دیگر احزاب کمونیست عرب در ارتباط نزدیک بود و یک حزب هوادار شوروی به‌شمار می‌آمد. هنگامی که حزب هنوز «جبههٔ آزادیبخش ملی» نام داشت، اعضای گروه روابط نزدیکی را با جبههٔ آزادیبخش ملی-بحرین دنبال می‌کردند.
هنگامی که حزب به «انجمن دموکراتیک عربستان سعودی» تغییر نام داد، گروه به عنوان بخشی از ساختاریابی دوبارهٔ خود در دههٔ ۱۹۹۰، هدف اصلاحات دموکراتیک را نصب‌العین قرار داد.